# Маёвка (Молдова)
Маёвка (рум. Maiovca) — село в Окницком районе Молдавии. Наряду с селом Окница входит в состав коммуны Окница.

## История
Село основано в начале XX века.

## География
Село расположено неподалёку от границы с Украиной на высоте 241 метр над уровнем моря.

## Население
По данным переписи населения 2004 года, в селе Маёвка проживает 166 человек (90 мужчин, 76 женщин).
Этнический состав села:
| Национальность | Число жителей | Процентный состав |
| -------------- | ------------- | ----------------- |
| молдаване      | 106           | 63,86             |
| украинцы       | 60            | 36,14             |
| Всего          | 166           | 100 %             |